# Mount Northampton
Mount Northampton ist ein 2465 m hoher Berg im Norden des ostantarktischen Viktorialands. In den Victory Mountains ragt er aus dem Zentrum des Gebirgskamms unmittelbar östlich des Bowers-Gletschers auf.
Der britische Polarforscher James Clark Ross entdeckte ihn im Januar 1841 bei seiner Antarktisexpedition (1839–1843). Ross benannte ihn nach Spencer Joshua Alwyne Compton, 2. Marquess of Northampton (1790–1851), dem damaligen Präsidenten der Royal Society.